# Nacida para amar
"Nacida para amar" ("Nascida para amar") foi a canção selecionada para representar a Espanha no Festival Eurovisão da Canção 1989, interpretada em espanhol por Nina. Foi a 16.ª canção a ser interpretada na noite do evento, a seguir à canção francesa "J'ai volé la vie", interpretada por Nathalie Pâque e antes da canção cipriota "Apopse as vrethume", interpretada por Fani Polymeri & Yannis Savvidakis A canção espanhola terminou em sexto lugar, recebendo um total de 88 pontos.

## Autores
- Letra: Juan Carlos Calderón
- Compositor: Juan Carlos Calderón
- Orquestrador: Juan Carlos Calderón Lopez De Arroyabe

## Letra
A canção é uma balada de amor, com Nina cantando sobre uma noite romântica com o seu amante. Ela agradece-lhe aquela noite corpo a corpo que tiveram juntos e diz-lhe que está muito satisfeita com aquela relação amorosa.